# Argna bielzi
Argna bielzi is een slakkensoort uit de familie van de Argnidae. De wetenschappelijke naam van de soort is voor het eerst geldig gepubliceerd in 1859 door de Duitse bioloog Emil Adolf Rossmässler.